# Jean Formont
Jean Formont, Johann Formont, Formond, Formand, Fromont (ur. 1620 w Paryżu, zm. 19 kwietnia 1689 w Gdańsku) – francuski dyplomata, kupiec i bankier.
Pochodził z hugonockiej rodziny bankiersko-kupieckiej z Rouen. W latach 1661–1677 pełnił funkcję rezydenta Francji w Gdańsku. 13 czerwca 1677 poślubił w Gdańsku Adelgundę von Heemskerk (1645-1702). Ich córka, także Adelgunda (1678-1750), została żoną gdańskiego kupca Albrechta Groddecka (1670-1751); jednym z synów tej pary, a wnukiem Jeana Formonta był burmistrz Gdańska Carl Groddeck.
Pochowany w kościele Mariackim w Gdańsku.
Funkcję rezydenta Francji w Gdańsku pełnił też jego brat Daniel Formont (od 1689).